# اسکیلد کامپوزیتس مدل ۳۶۷ بای‌پاد
اسکیلد کامپوزیتس مدل ۳۶۷ بای‌پاد (به انگلیسی: Scaled Composites Model 367 BiPod) یک هواگرد ساختِ کارخانهٔ اسکیلد کامپوزیتس در کشور ایالات متحده آمریکا است. این هواگرد برای نخستین بار در ۳۰ مارس ۲۰۱۱ میلادی مورد استفاده قرار گرفت.